# Metapachylus gracilis
Metapachylus gracilis is een hooiwagen uit de familie Zalmoxioidae.